# Sá (Arcos de Valdevez)
Sá is een plaats (freguesia) in de Portugese gemeente Arcos de Valdevez en telt 175 inwoners (2001).

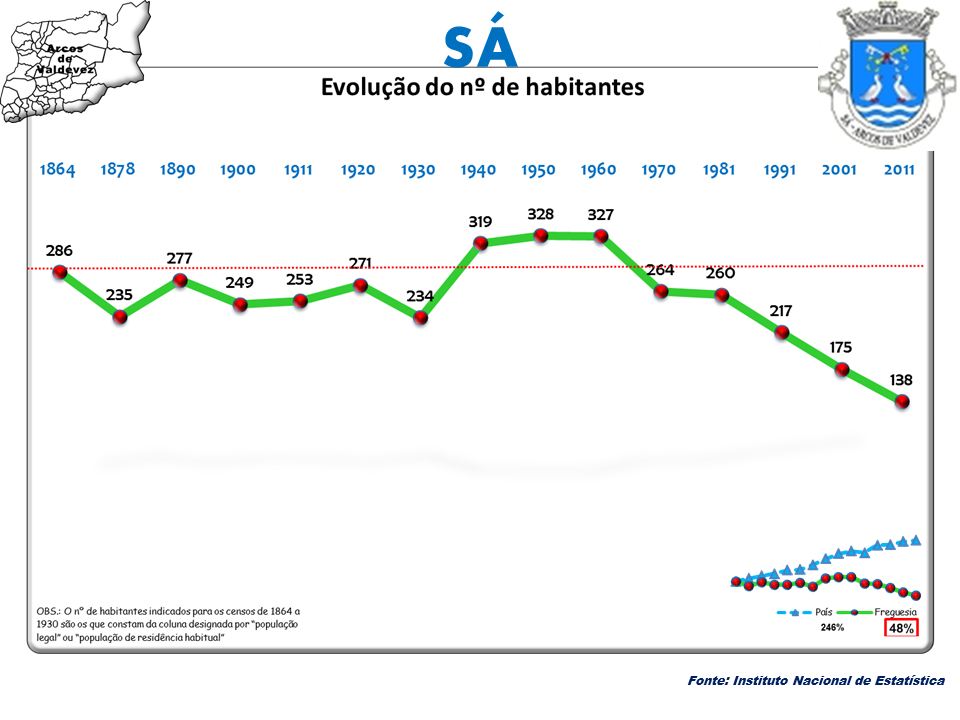
Bevolkingsontwikkeling tussen 1864 en 2011